# Ida Fourier
Maria Ida Fourier (Wellen, 1797 – Sint-Truiden, 1869) stichtte in 1841 Sancta Maria, de huidige psychiatrische instelling in Sint-Truiden.

## Biografie
Haar vader Ludovicus werd als Patriot van de Luikse Revolutie in 1791 ter dood veroordeeld door de leenzaal van Munsterbilzen. Haar moeder Maria Barbara Vanschoenwinkel legde al haar centjes bijeen voor de uitzonderlijke gratieverlening door de prins-bisschop van Luik. Haar tante Anna Maria Vanschoenwinkel kocht in 1776 haar echtgenoot-Bokkenrijder Lambrechts Jan vrij van het schavot. De mannen hielden zich verder wijselijk stil. Bij de tientallen doodvonnissen tegen Bokkenrijders was rechter Robertus de Bellefroid betrokken. Ida groeide op in Wellen. Na 1820 werd zij keukenmeid in Sint-Truiden bij het gezin Robert de Bellefroid, zoon van de vermelde rechter. Robert was in de Franse tijd in het bezit gekomen van het domein van de Begarden naast de vernielde Abdij van Sint-Truiden. Hij was gehuwd met de dochter van de rentmeester Clerx van Alden Biesen. Tijdens de Belgische Onafhankelijkheidsstrijd in 1830 stierf Robert. Maria Ida huwde met zijn zoon, die kort daarna overleed. Ook de andere zoon overleed even later. Zij kwam alzo in het bezit van de belangrijke erfenis.

## Sancta Maria

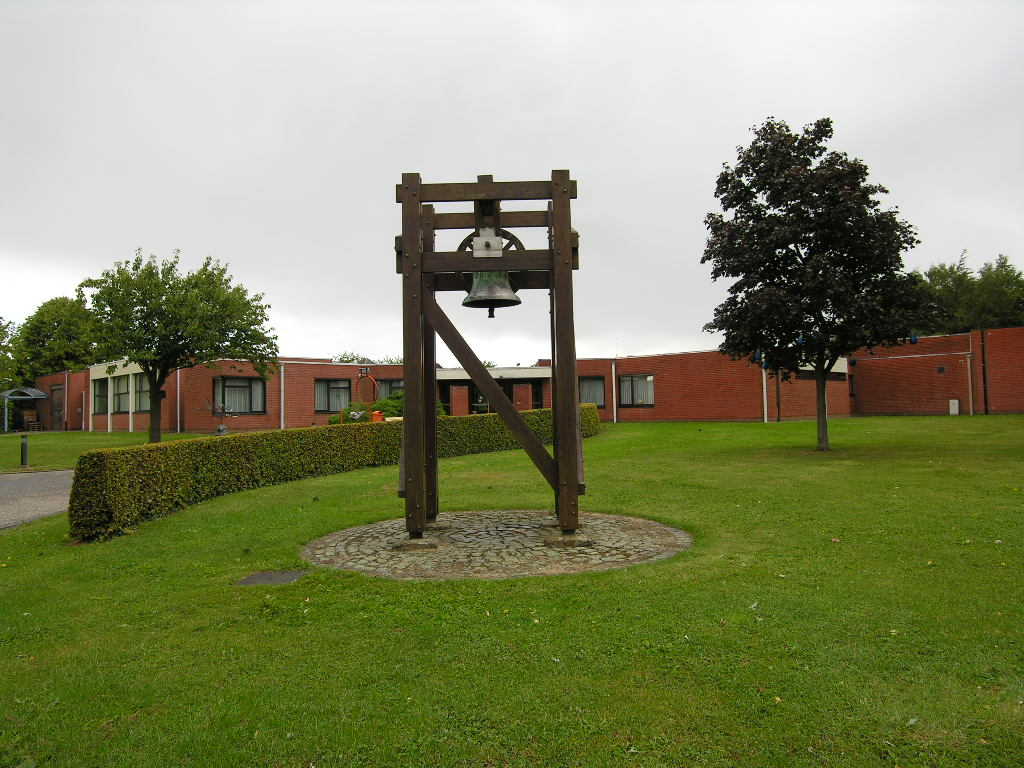
Sancta Maria: Ida Fourier klok

Kanunnik Petrus Jozef Triest uit Gent had altijd weigerachtig gestaan om zijn "Zusters van Liefde" naar Sint-Truiden te sturen. Toen echter de rijke weduwe, die intussen was gehuwd met stadssecretaris Vanswijgenhove, haar fortuin en gronden schonk aan de Gentse kanunniken Triest en De Decker, werd dadelijk gestart met grote bouwwerken: "een Instelling voor ellendige vrouwen en wezen", naar de wens van Maria Ida, wier subversief motief samenhing met het lot van 28 weduwen en 120 wezen in Wellen.
Zij bedong dat de Zusters op Hoogdagen een kroesje wijn bij het middagmaal kregen. Haar revolutionaire familie had ooit de wijnkelder van de pastoor in Wellen geplunderd en diens meid was gevlucht in de armen van buur Neven. Hun zoon monseigneur Neven, rechterhand van de Luikse bisschop Vanbommel, zetelde naast de bokkenrijdersdochter Ida bij de opening van de instelling in 1841.
Op het puin van de Abdij van Sint-Trudo verrees daarna een monumentaal bisschoppelijk seminarie en alle seminaristen, leraars en zusters verhuisden over de nieuwe grens vanuit Abdij Rolduc. Deze enorme stadskernvernieuwing werd geleid door de vermaarde Gentse architect Roelandt en er zijn elementen om een rol te vermoeden bij de volgenden:
De verliefde koning Willem I bezocht gravin Henriëtte d'Oultremont de Wégimont, nauw bevriend met Rolduc, meermaals in Duras (Sint-Truiden). Kanunnik Triest aanvaardde zowel van koning Willem I als van koning Leopold I het predicaat Koninklijk voor zijn instellingen. Pieter de Decker was parlementslid en later eerste minister. 
Thans verblijven honderden psychiatrische patiënten in een nieuwbouw te Melveren, deelgemeente van Sint-Truiden. De oude bronzen torenklok, met de vermelding van de stichtster, maakt nu deel uit van een monument op het centraal grasperk.